# Lidija Bajuk
Lidija Bajuk (Čakovec, 23. studenog 1965.), hrvatska pjesnikinja i kantautorica, istaknuta predstavnica suvremene hrvatske etno glazbe. Članica je Društva hrvatskih književnika i Hrvatske zajednice samostalnih umjetnika.

## Životopis

### Rano doba
Rođena Čakovčanka, u svojoj je ranoj mladosti svirala violinu u glazbenoj školi, a s gitarom se prvi put susreće kod prijateljice koju je njezin bratić učio svirati. Nakon toga u podrumu pronalazi staru očevu gitaru na kojoj radi svoje prve glazbene korake, dok je novu gitaru dobila za svoj rođendan nakon što je imala prometnu nesreću. Dok je ležala u bolnici posudila je gitaru od prijateljice i cijelo vrijeme svirala u ležećemu pložaju. Nakon povratka iz bolnice čekala ju je nova gitara koja je bila Proskurnjakov rad.

### Glazbena karijera
Svoju glazbenu karijeru počinje kao predizvođač na koncertima američkih glazbenika poput Johna Mayalla (Ljubljana, Čakovec i Beograd 1987.) i Joan Baez (Ljubljana i Zagreb 1989.). 
Pored glazbenih albuma, napisala i nekoliko značajnih knjiga iz područja etnologije (Kneja).
Bajukin izričaj hvalila je međimurska narodna pjevačica Elizabeta Toplek (poznatija kao kultna Teta Liza)
Gostovala je na više kompilacijskih i autorskih albuma, a njezina diskografija bilježi pet samostalnih albuma.
Piše za hrvatski tjednik za kulturu Hrvatsko slovo.

## Diskografija
- Zora-djevojka (1997.)
- Kneja – LP (1999.)
- Tira les (2001.)
- Luna (2005.)
- Zipčica (2011.)

Lidija Bajuk trio
- Prelja

## Vanjske poveznice
- Lidija Bajuk – koncerti
- Društvo hrvatskih književnika